# Oskar Bandle
Oskar Ernst Bandle (uttal [ˈbantlə]), född 11 januari 1926 i Frauenfeld i Schweiz, död 17 januari 2009 i Frauenfeld, var en schweizisk nordist.

## Biografi
Bantle föddes i Frauenfeld den tyskspråkiga kantonen Thurgau i norra Schweiz som son till köpmannen Karl Bandle och grundskolläraren Mathilde Bandle. Efter att ha studerat i Zürich, London, Köpenhamn och Uppsala disputerade han 1954 i Zürich med en avhandling om den äldsta översättningen av Bibeln till isländska, den så kallade Guðbrandsbiblía. Därefter var han redaktör för Schweizerisches Idiotikon, en ordbok över schweizertyska dialekter, och lektor i nordiska språk i Fribourg. 1965 blev han professor i germansk och nordisk filologi i Saarbrücken, och från 1968 fram till sin pensionering 1994–1995 hade han en kombinerad professur i både Basel och Zürich.

## Forskning
Basel forskade om nordiska språk och nordisk litteratur i sin fulla bredd. Bland hans publikationer finns till exempel studier i isländskt bibelspråk, nordisk dialektgeografi, uppsatser i äldre och nyare nordisk litteratur, samt ortnamnsstudier i hemkantonen Thurgau. Han grundade tidskriften Beiträge zur nordischen Philologie och hans bok Die Gliederung des Nordgermanischen (1973) har blivit ett standardverk. Han blev hedersdoktor i Uppsala 1981 och i Reykjavik 1987.